# Robert Galambos
Robert Carl Galambos, né le 20 avril 1914 à Lorain (Ohio) et mort le 18 juin 2010 à La Jolla (San Diego, Californie), est un neurobiologiste et zoologiste américain.
Ses travaux zoologiques, en collaboration avec Donald Griffin (1915-2003), ont porté sur l'écholocation chez les Chiroptères.
À partir de 1940, les deux savants ont montré que les chauves-souris utilisent les renseignements fournis par la réflexion des sons vocaux émis lors du vol, pour éviter les obstacles.

## Publications
- (en) Donald R. Griffin & Robert Galambos, "Obstacle Avoidance by Flying Bats", Anatomical Record, Vol.78, 1940, p. 95.
- (en) Donald R. Griffin & Robert Galambos, "The sensory basis of obstacle avoidance by flying bats", Journal of Experimental Zoology, Vol.86, No.3, April 1941, p. 481-506. DOI 10.1002/jez.1400860310
- (en) Robert Galambos & Donald R. Griffin, "Obstacle avoidance by flying bats : The cries of bats", Journal of Experimental Zoology, Vol.89, No.3, April 1942, p. 475-490. DOI 10.1002/jez.1400890308
- (en) Robert Galambos, "The Avoidance of Obstacles by Flying Bats : Spallanzani's Ideas (1794) and Later Theories", Isis, Vol.34, No.2, Autumn 1942, p. 132-140. JSTOR:226214